# Dalia Itzik
Dalia Itzik (דליה איציק) (Jerusalém, 20 de outubro de 1952), é uma política israelense.
Itzik nasceu em Jerusalém, de uma família de origem iraquiana. Antes de ser eleita ao 13º Knesset, em 1992, foi vice-prefeita de Jerusalém. Como membro do Partido Trabalhista, serviu como Ministra do Comércio, Desenvolvimento e das Comunicações.
Membro de muitos anos do Partido Trabalhista, se juntou ao novo partido de Ariel Sharon, o Kadima, em 2005, tornando-se a primeira mulher presidente do Knesset, parlamento israelense, em 4 de maio de 2006.
Em 25 de janeiro de 2007, o presidente de Israel Moshe Katsav solicitou três meses de licença. Como Presidente do Knesset, primeiro lugar na linha de sucessão, assumiu a presidência, tornando também a primeira mulher a tomar posse do cargo.